# غايلورد لارسن
غايلورد لارسن (بالإنجليزية: Gaylord Larsen)‏ (4 يناير 1932)؛ كاتب سيناريو وروائي أمريكي.